# Amadeu Casas i Rovira
Amadeu Casas i Rovira (Barcelona, 10 de juliol de 1954 - Barcelona, 26 de desembre de 2020), músic barceloní, compositor, guitarrista i cantant amb trajectòria dins del món del blues.

## Trajectòria artística
Va ser membre fundador dels grups Blues Reunion, Blues Messengers, Slide Company i Tandoori Lenoir. Conjuntament amb Big Mama, August Tharrats, Dani Nel·lo i Txell Sust, artistes amb els quals treballava habitualment, forma part del panorama del Blues a Catalunya.
Al marge de les col·laboracions discogràfiques i diferents projectes en els quals va participar, Amadeu Casas compta amb sis treballs discogràfics amb temes propis tant instrumentals com en català: Blues a go-go, Estrictament Personal, Strollin' Band, Blue Machine, Matèria Orgànica i Lo Gaiter de la Muga. En aquest darrer treball discogràfic musica poemes del poeta empordanès Carles Fages de Climent. El disc es va presentar a la premsa el 10 de juliol de 2013 a la casa pairal del poeta a Castelló d'Empúries (Girona), amb presentació oficial a Barcelona el 9 de novembre de 2013 al Centre Artesà Tradicionàrius i, posteriorment a l'Auditori de Barcelona.
El 1994 va gravar el disc El blues de la inflació amb Big Mama i Víctor Uris, i el 2015 va produir i tocar al disc Dues tasses de Pi de la Serra.
També ha interpretat concerts familiars i audicions en escoles, com ara La geografia del blues i El petit John.

## Discografia
- Blues a go-go (1997)
- Estrictament personal (2002)
- Strollin' band (2006)
- Blue machine (2008)
- Matèria orgànica - Amb la col·laboració especial de Tom Principato, Elena Gadel i Roger Mas i Matías Miguez al baix, Toni Pagès a la bateria i Quico Pi de la Serra a la guitarra del tema "Blaus" (2012).[8]
- Lo gaiter de la Muga - Amadeu Casas musica poemes d'en Carles Fages de Climent amb Toni Pagès, Matías Míguez, Quico Pi de la Serra, Pascal Comelade, Enric Casasses, Pol Farell, Elena Gadel, Pep Pascual (2013)
- Early Blues Moods - Amadeu Casas & Miriam Swanson. Enregistrat en directe (2015)
- Pocket Concerts - Amadeu Casas, August Tharrats & Nono Fernández – Enregistrat en directe (2015)
- The king is gone - Homenatge a B.B. King (2015)[2]
- Set - Recopilació de diset temes (2016)